# Тубяк-Тазларово
Тубя́к-Тазла́рово (рос. Тубяк-Тазларово, башк. Төбәк-Таҙлар) — присілок у складі Кармаскалинського району Башкортостану, Росія. Входить до складу Новокієшкинської сільської ради.
Населення — 60 осіб (2010; 91 в 2002).
Національний склад:
- башкири — 88 %